# Anthrax tinctus
Anthrax tinctus är en tvåvingeart som först beskrevs av Thomson 1869.  Anthrax tinctus ingår i släktet Anthrax och familjen svävflugor. Inga underarter finns listade i Catalogue of Life.